# گذران آخر هفته
گذران آخر هفته (انگلیسی: The Weekenders) سریال انیمیشنی آمریکایی است که از سال ۲۰۰۲ تا ۲۰۰۴ از شبکه تون دیزنی پخش شد.